# Fazenda Mandiqüera
A Fazenda Mandiqüera é uma fazenda histórica construída durante o apogeu da produção de açúcar na região norte fluminense. Localiza-se no município de Quissamã, no norte do estado do Rio de Janeiro, Brasil.

## História
O solar da fazenda foi erguido em 1875, com projeto do arquiteto alemão Antônio Becher, o mesmo da Fazenda Machadinha. Foi construído para residência de Bento Carneiro da Silva, o Conde de Araruama, filho mais velho do 1º Visconde de Araruama, a cujo casamento compareceu o D. Pedro II. Segundo Calvente, o projeto de Becher foi um trabalho mais erudito do que seu projeto para Machadinha, no que se refere aos modelos neoclássicos, sendo a mais importante residência rural erguida em Quissamã no século XIX.
A casa primitiva existente no local ficou anexa, passando a servir como parte de serviço da nova residência. Em 1877, cessa de funcionar o engenho da fazenda, passando toda a produção de cana a ser enviada ao Engenho Central, fundado naquele ano. Com a morte do Conde, em 1892, herdou a propriedade a Condessa de Araruama, Raquel Francisca de Castro Neto Carneiro, ficando em seu poder até o ano de 1926, quando morreu. Fica residindo no solar sua neta Maria José de Queirós Carneiro da Silva, com sua família até 1927, ano em que muda para outra casa, a Fazenda São Miguel. De 1929 a 1934, reside na casa Mário Carneiro da Silva, neto dos Condes de Araruama, tendo fundado uma fábrica de doces e de melado no local do antigo engenho. Mudando-se para Niterói, fecha definitivamente a casa. Hoje, a casa pertence a Hélcio Carneiro da Silva, neto de Mário, que a mantém fechada, residindo na Santa Raquel.
Das antigas terras da Mandiqüera, foram desmembradas as fazendas de Santa Raquel, São José, São Manoel, Trindade, parte de Boa Esperança e ainda as terras onde foi fundada a Companhia Engenho Central de Quissamã. Hoje em dia há um projeto de restauração e recuperação do solar, já que em Fevereiro de 2008 devido a uma forte chuva o salão principal do solar veio ao chão, o que foi uma grande perda pois na parede que caiu havia uma pintura, de autor desconhecido, que segundo os restauradores é irrecuperável, depois disso foram realizadas obras emergenciais no solar (foram feitos escoramentos nos pontos mais críticos e uma proteção metálica foi montada sobre o solar, evitando que o resto dele venha a cair) que foram autorizadas pelo Inepac e pelo Iphan. A casa foi desapropriada de seu antigo dono que deixou o solar fechado durante anos em uma situação precária, felizmente os restauradores responsáveis pela obra dizem que o solar é totalmente recuperável e que será um trabalho que devera durar de 4 a 5 anos. Existem projetos de requalificação desse espaço como hotel-escola, como fazenda histórica, ou mesmo como hotel histórico, à semelhança do projeto Fazendas de Portugal.
O solar foi utilizado como cenário de filmes como o "O Coronel e o Lobisomem" e "Deu no New York Times". Esse ultimo culpado da destruição de um vitral que existia na varanda.

## Descrição Arquitetônica
O solar foi construído de um só pavimento sobre um porão. A casa possui um jardim de inverno central com chafariz, os corredores são pintados com uma antiga técnica chamada de Escaiolas, a capela possui detalhes em ouro, todas as vidraças do solar são em vidro Alemão, as fundições do gradil do chafariz em forma de sereia os portões e os postes são da fundição ValD'osne, o piso é todo de madeira nobre com desenhos florais o forro do teto é todo desenhado com desenhos em espiral com detalhes em ouro, a casa possui iluminação a gás de carbureto distribuído por encanamento embutido, inclusive para os postes do jardim.

## Leituras adicionais
- GAVINHO, Vilcson. Condessa de Araruama - Rachel Francisca de Castro Netto Carneiro da Silva. In: FROSSARD, Larissa; GAVINHO, Vilcson (Orgs.). Macaé, Nossas Mulheres, Nossas Histórias. Macaé (RJ): Macaé Offshore, 2006, verbete 40.
- LAMEGO, Alberto. A Terra Goytacá: Á luz de documentos inéditos. Niterói, RJ: Diário Oficial, Tomo Sexto, 1943, pp. 157-8.
- LAMEGO, Alberto. Macaé à luz de documentos inéditos. In: Anuário Geográfico do Estado do Rio de Janeiro. Rio de Janeiro: Instituto Brasileiro de Geografia e Estatística, Conselho Nacional de Geografia, Diretório Regional do Estado do Rio de Janeiro, 1958, N.0 11, pp. 118-20, 136, 142, 145, 150.
- MARCHIORI [et al], Maria Emília Prado. Quissamã. Rio de Janeiro: SPHAN, Fundação Nacional Pró-Memória, 6.a Diretoria Regional, 1987.
- NULLIDADE DO INVENTARIO E PARTILHAS DO ESPOLIO DO CONDE DE ARARUAMA. Rio de Janeiro: Typ. Leuzinger (Rua d’Ouvidor, 31 e 36), 1896.
- PARADA, Antonio Alvarez. Histórias Curtas e Antigas de Macaé. Rio de Janeiro: Artes Gráficas, 1995, (volume I, pp. 132, 219), (volume II, p. 135).
- PEREIRA, Rubem Carneiro de Almeida. Velhos Solares de Quissamã. In: Mensário do Arquivo Nacional, Rio de Janeiro, 13 (2): 39-56, fev. 1982.